# Aita Mare, Covasna
Aita Mare, mai demult Aitonul Mare (în maghiară Nagyajta, în trad. "Poarta Mare", în germană Aitau) este satul de reședință al comunei cu același nume din județul Covasna, Transilvania, România.
Satul Aita Mare este situat la 15 km de Baraolt și la 37 km de Sfântu Gheorghe. Se află pe terasa formată de râul Olt, pe malul drept al acestuia, și de râulețul Aita, pe marginea vestică a munților Baraoltului, la o altitudine de 496 m.
Prima atestare documentară a localității este din anul 1332.

## Obiective turistice
- Biserica Unitariană, din sec. XIV (fortificată în sec. XVI).

## Monumente istorice
- Clădirea primăriei. Ministerul Culturii, Cultelor și Patrimoniului Național a emis Ordinul 2116 din 4 martie 2011, publicat în Monitorul Oficial 281 din 21 aprilie 2011 privind clasarea în Lista monumentelor istorice, grupa valorică "B", a imobilului Clădire primărie, din Str. Principală nr. 206, satul/comuna Aita Mare, județul Covasna. Prin acest ordin, clădirea primăriei a fost clasată ca monument istoric, grupa valorică "B", cod în Lista monumentelor istorice CV-II-m-B-21020.[5]

## Galerie de imagini

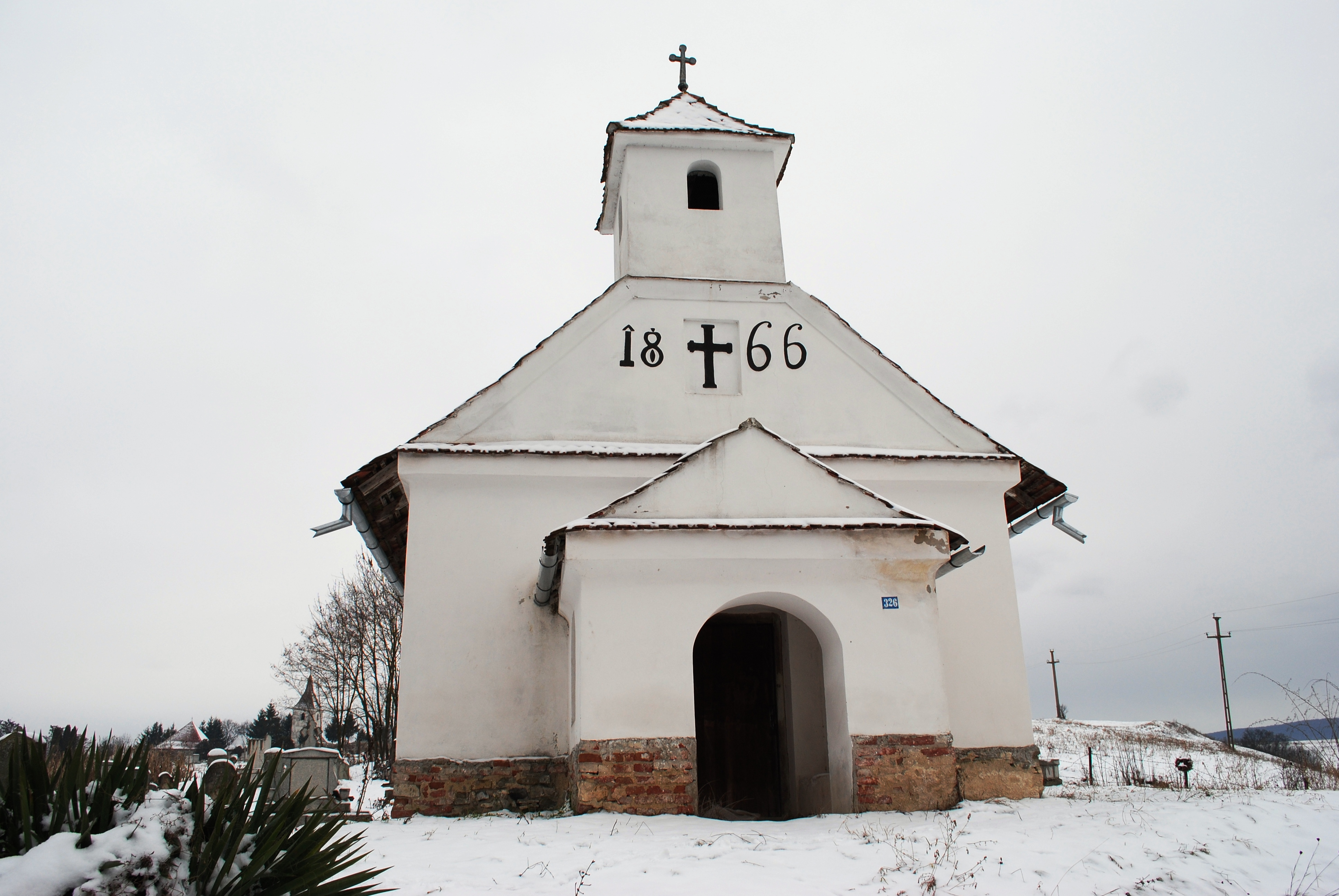
Biserica Ortodoxă - veche

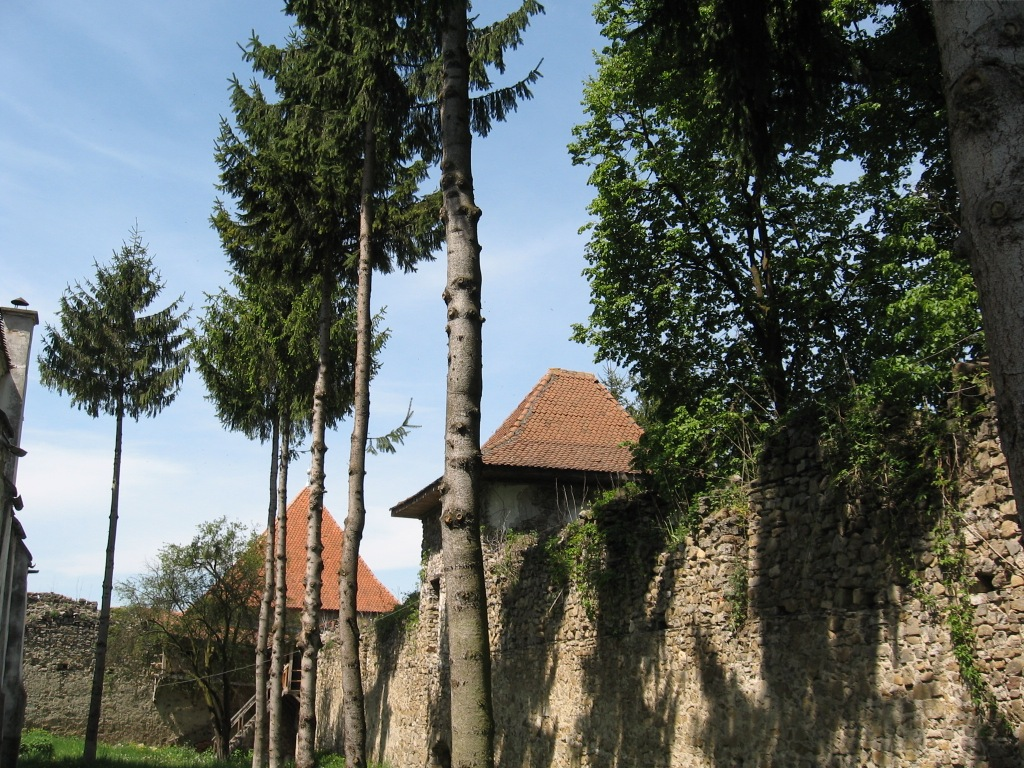
Biserica unitariană
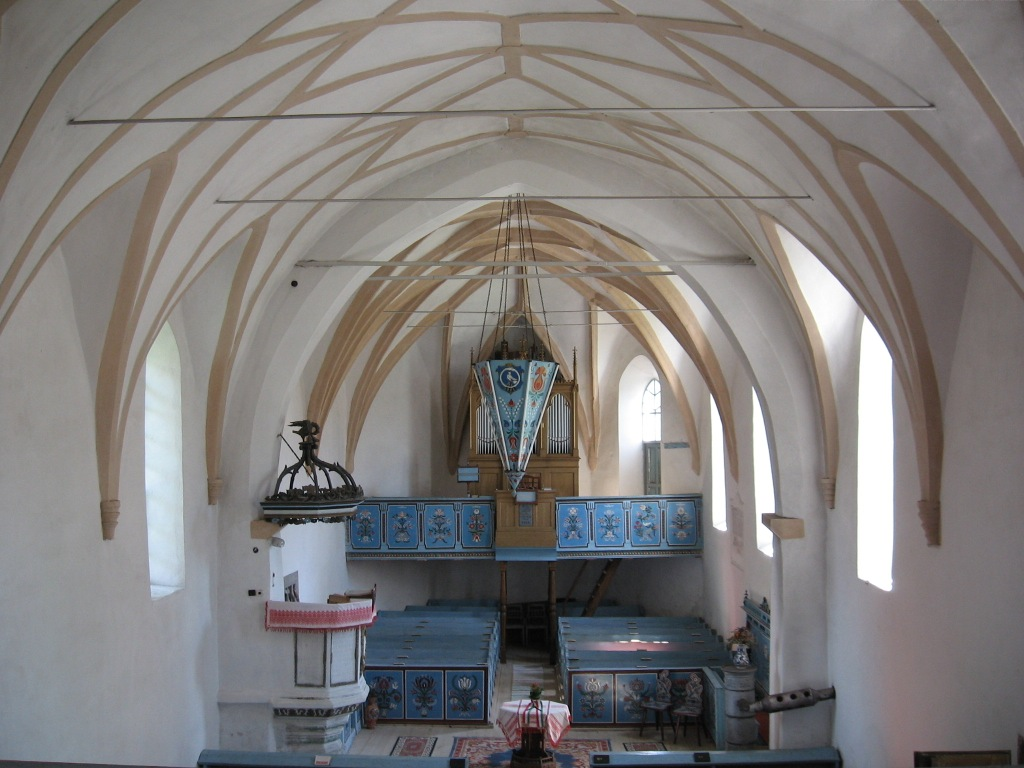
Biserica unitariană
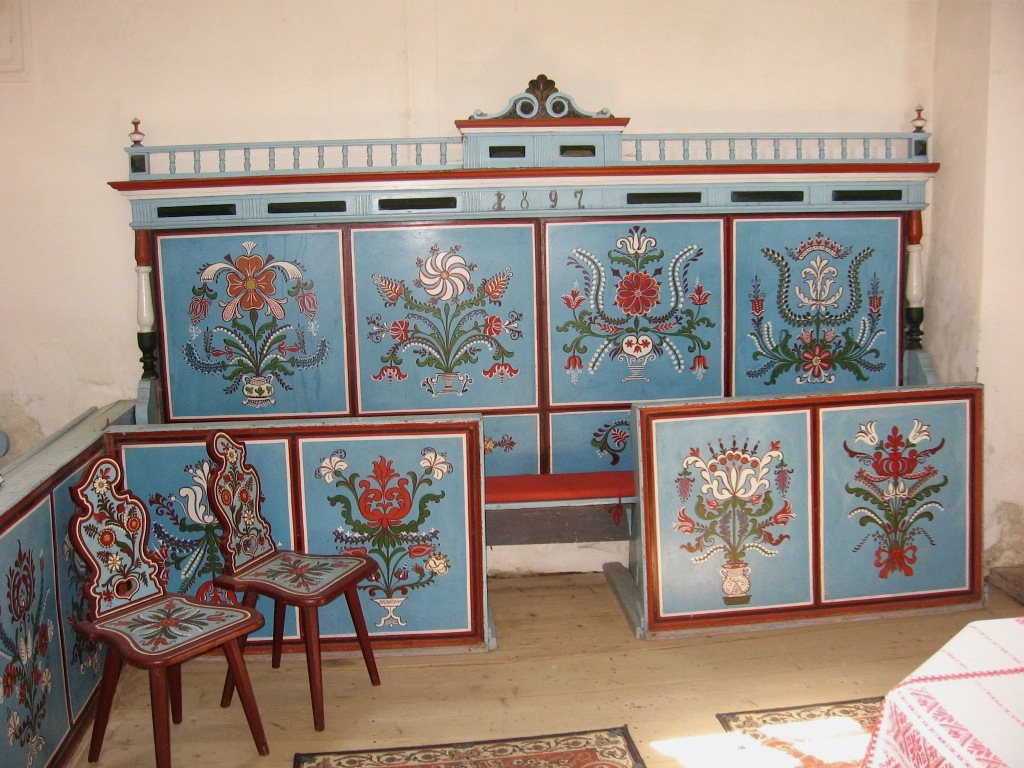
Biserica unitariană
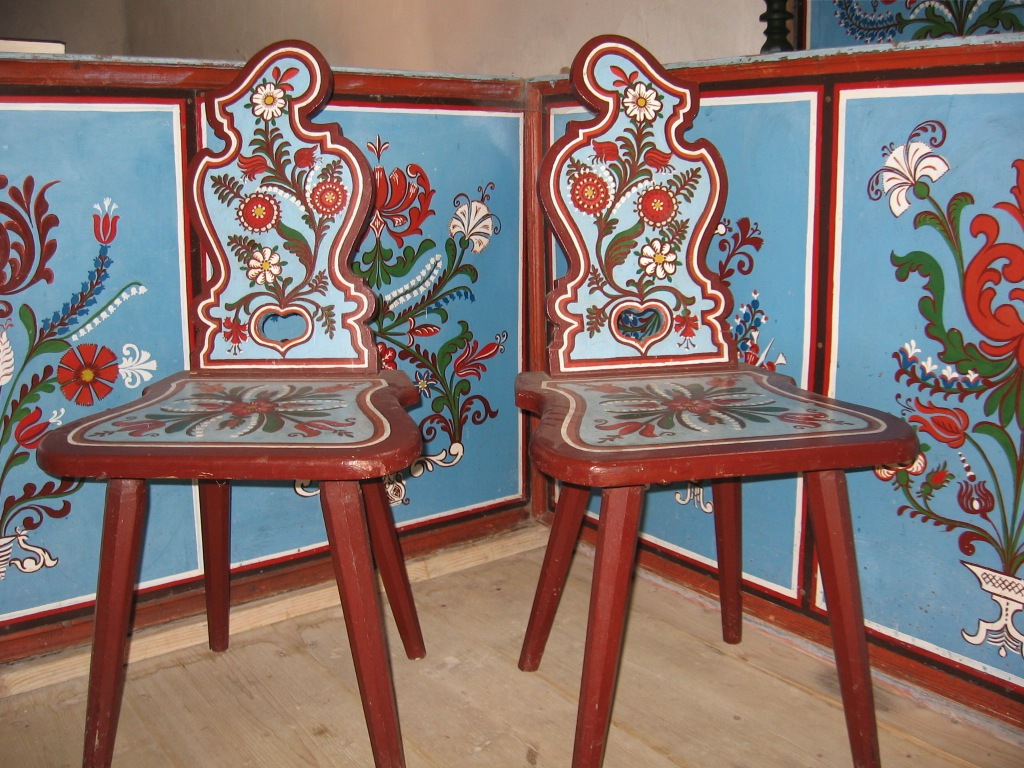
Biserica unitariană
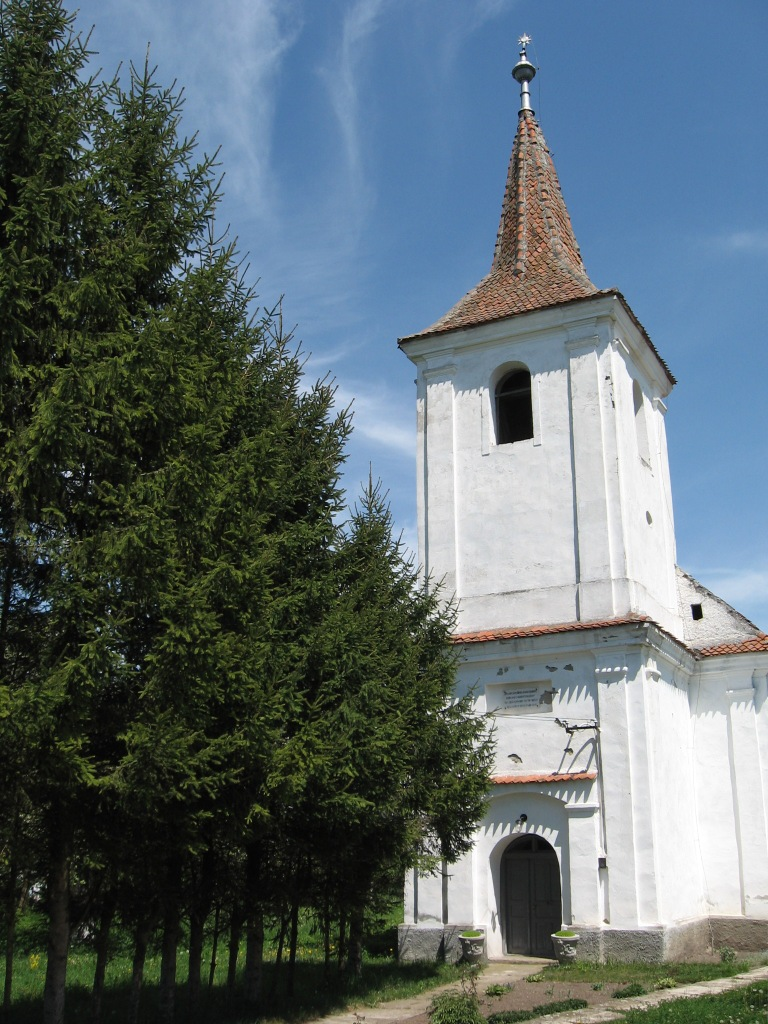
Biserica reformată
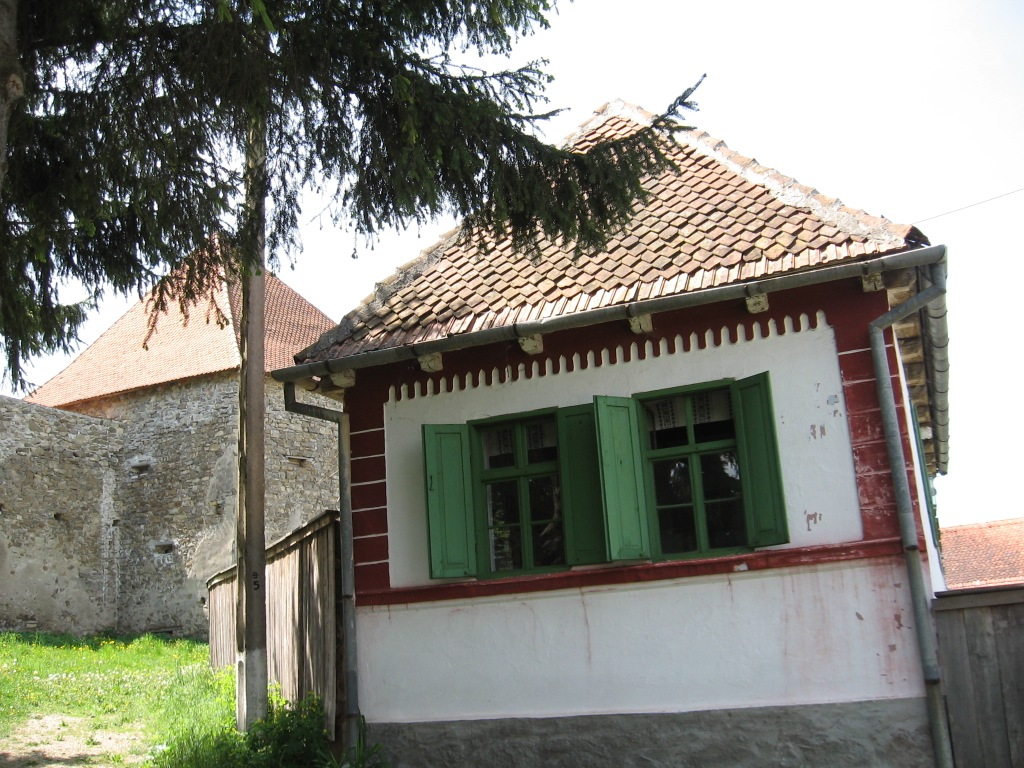
Casa memorială Kriza János
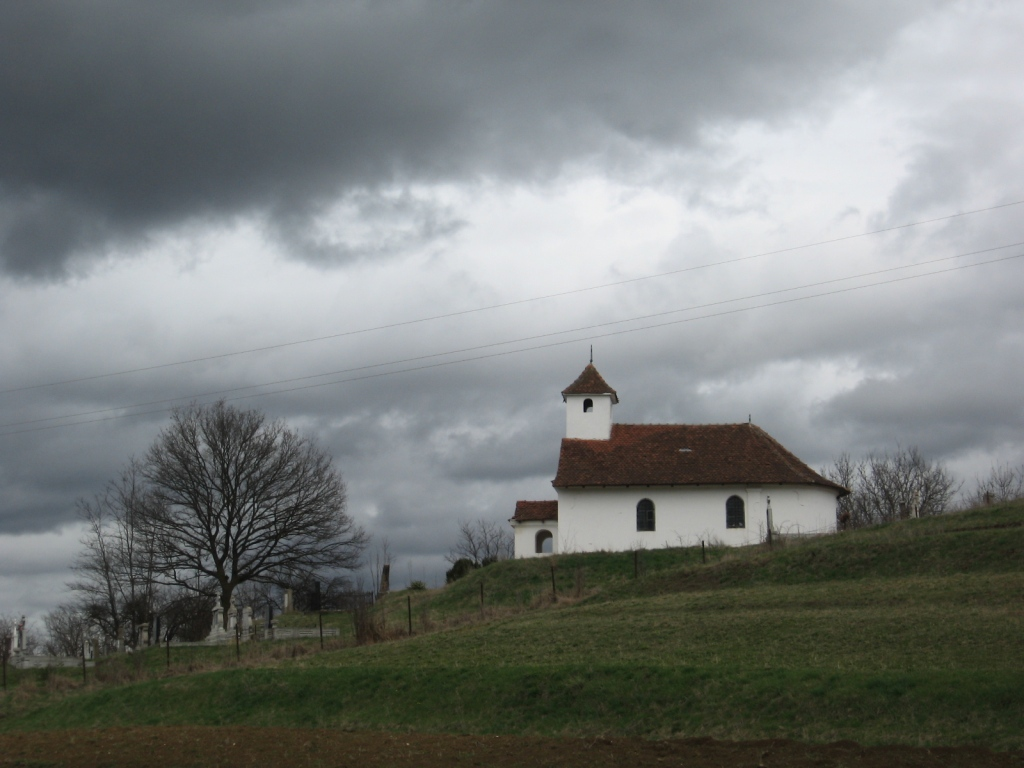
Biserica Ortodoxă veche